# Synteza pirydyn Cziczibabina
Synteza pirydyn Cziczibabina – metoda otrzymywania pochodnych pirydyny z aldehydów i amoniaku. Opublikowana po raz pierwszy przez Aleksieja Cziczibabina w 1924 roku.

## Schemat syntezy
Dwie cząsteczki aldehydu ulegają kondensacji aldolowej tworząc α,β-nienasycony aldehyd. Trzecia cząsteczka aldehydu reaguje z amoniakiem tworząc iminę. Imina ulega kondensacji z α,β-nienasyconym aldehydem zamykając aromatyczny pierścień pochodnej pirydyny.